# Mühlrad (Heraldik)
Das Mühlrad, oder nur Wasserrad, ist in der Heraldik eine gemeine Figur und wird sehr vielfältig im Wappen dargestellt. 
Das Rad wird mit auf dem Außenkreis aufsitzenden Schaufeln dargestellt, oft sind es vier oder sechs, aber in der Regel acht. Auch mehr sind möglich. Hierbei hat sich die rechteckige, die Krücken besetzte oder die schwalbenschwanzgeformte Ausführung durchgesetzt. Im Aussehen ähnelt es oft dem Richtrad. Viele Varianten sind als Schaufeln im Wappen anzutreffen. Wenn diese Schaufeln fehlen, wird eine besondere Ausführung der Speichen angestrebt. Der Radkreis wird auch gelegentlich weggelassen und die freiliegenden Speichenenden sind dann auch sehr verschieden gestaltet. In Schwedischen Wappen ist die Darstellung oft ein Kreuz im Kreis aus je zwei parallelen senkrechten und waagerechten dünnen Speichen innerhalb eines Kreises in einer Farbe. Auch halbe Mühlräder sind möglich, ob am Spalt oder an der Teilungslinie.
Die Wappenfigur steht allgemein für Industrialisierung, Handwerk und Reichtum an Wasser, aber auch als redendes Wappen für Ortsnamen wie Mühlhausen / Mülhausen, Mühlbachl, Mühlacker, Mühlheim oder Molinis.

## Beispiele
Deutschland

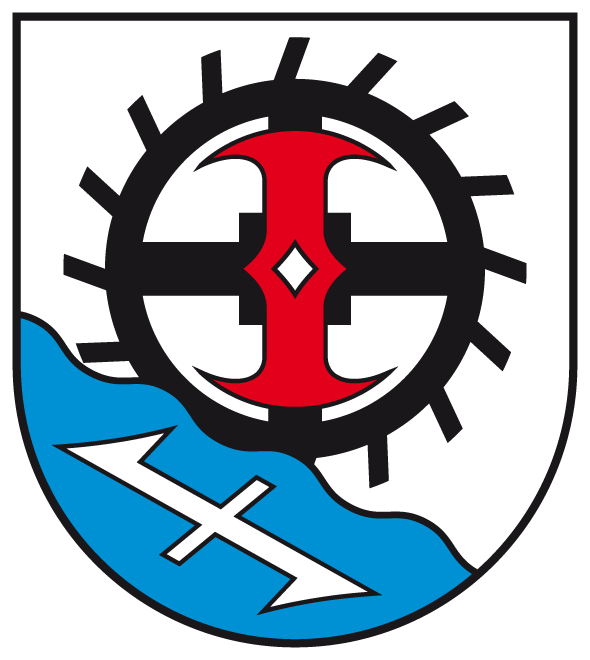
Bennemühlen (mit Mühleisen und Wolfsangel)
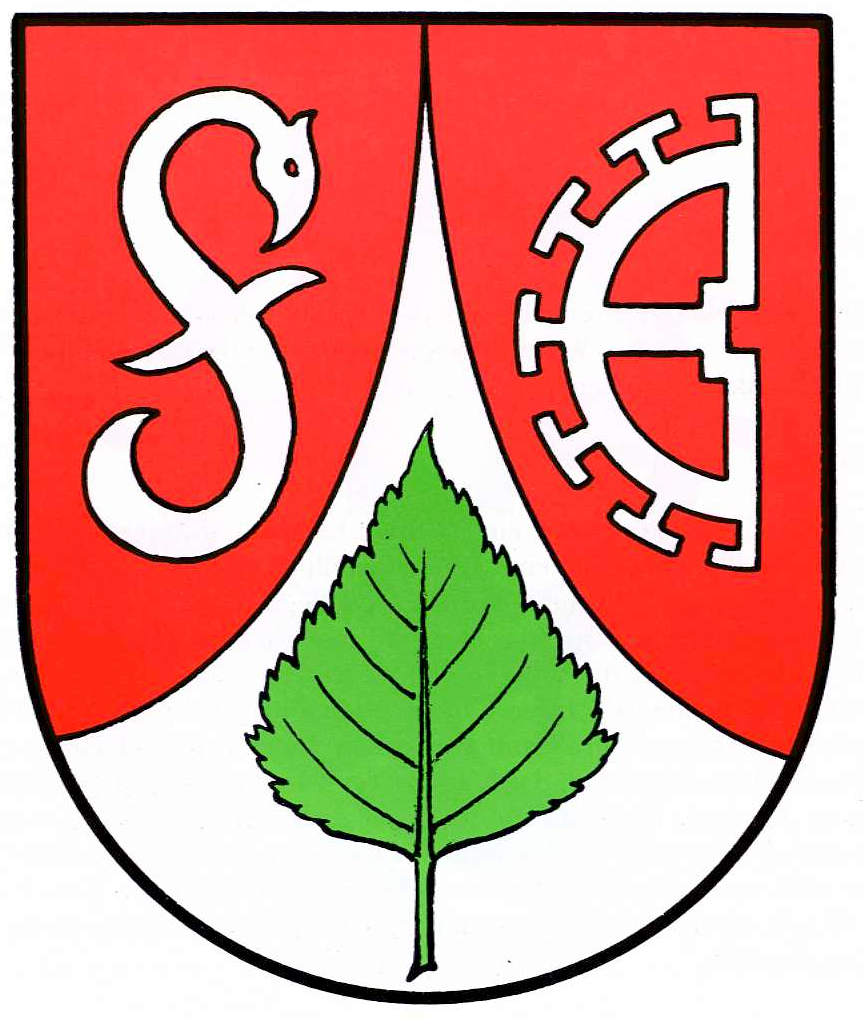
Berkhof (durch Spitze aufgeteilte Felder mit Birkenblatt, halbem Mühlrad und schwanenhalsförmigem „S“ belegt)
Grande (mit oberschlächtigem Mühlrad)
Heppenheim-Hambach
Hepberg (am Spalt)
Malente (in perspektivischer Darstellung)
Menzingen (Kraichtal)
Mühldorf am Inn (Details)
Mühlheim an der Donau
Mühlheim am Main
Stuttgart-Obertürkheim (Schwalbenschwanz)
Schwalbenschwanzartig auch im Wappen von Ostfildern
Oststeinbek (mit Nesselblatt)
Owingen
In Großaufnahme (Querenhorst)
Drei silberne Mühlräder (2:1) (Quotshausen)

Frankreich

Parcey

Schweden

Åstorp
Gnosjö
Nacka (jeweils Rad in schwedischer Variante)
Nässjö

Schweiz

Mühleberg (redendes Wappen)
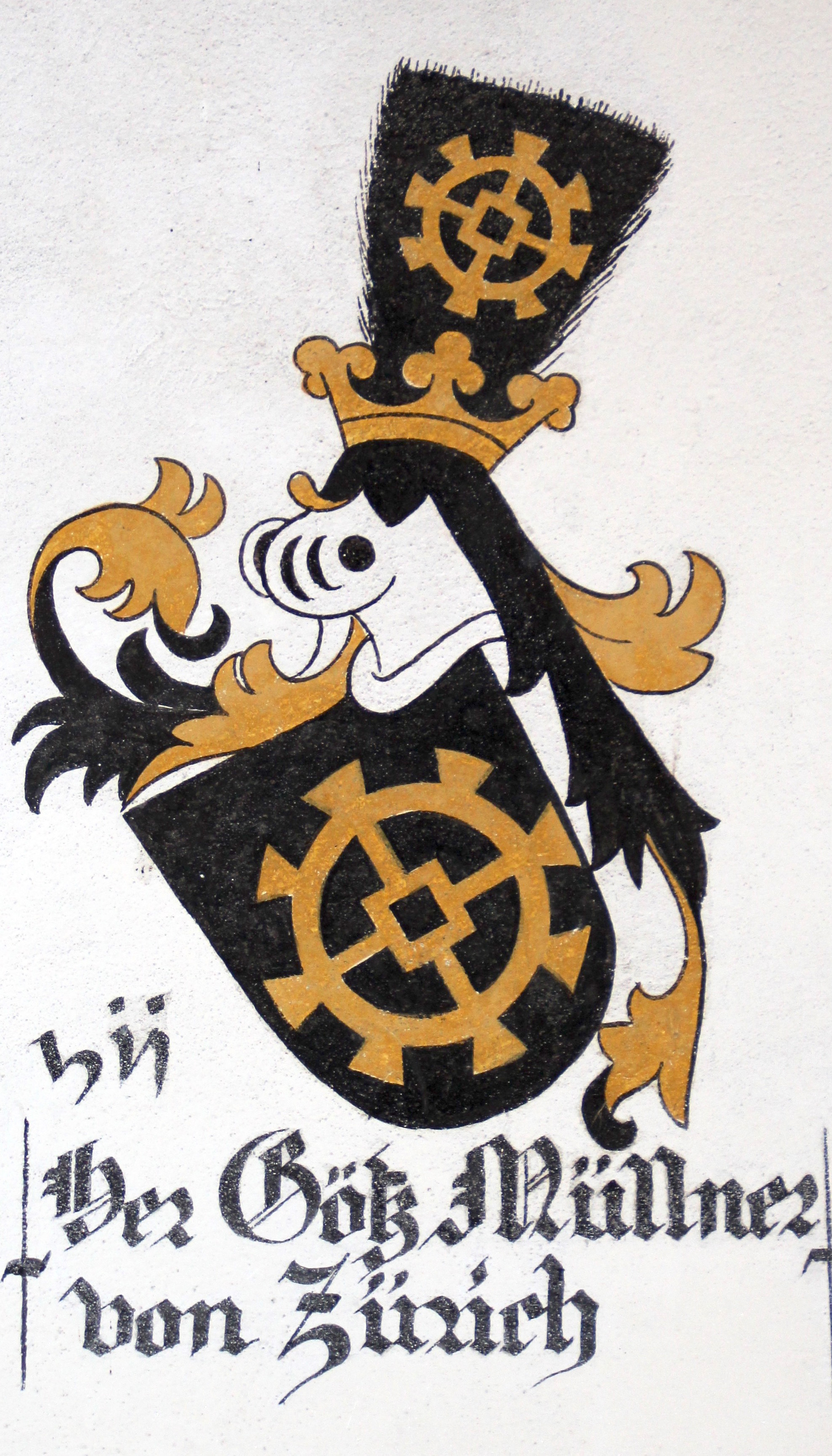
Wappen von Götz Mülner in der Schlachtkapelle Sempach

Tschechien

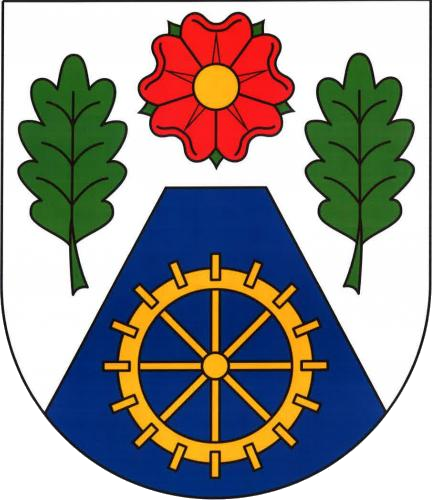
Mühlen (redendes Wappen)